# N-Methylimidazol
1-Methylimidazol, také nazývaný N-methylimidazol, je aromatická heterocyklická sloučenina se vzorcem CH3C3H3N2. Jedná se o bezbarvou kapalinu používanou jako rozpouštědlo, zásada a jako prekurzor některých iontových kapalin. N-methylimidazolové skupiny jsou součástmi řady nukleosidů i histidinu a histaminu.

## Zásaditost
Vzhledem k methylové skupině navázané na dusík tento derivát imidazolu nemůže tvořit tautomery. Je poněkud silnější zásadou než imidazol, pKa konjugovaných kyselin činí 7,0 a 7,4. Methylace také výrazně snižuje teplotu tání, díky čemuž lze 1-methylimidazol použít jako rozpouštědlo.

## Výroba
1-Methylimidazol se vyrábí dvěma postupy. Prvním z nich je kysele katalyzovaná methylace imidazolu methanolem. Druhý způsob spočívá v Radziszewského reakci glyoxalu, formaldehydu a směsi amoniaku s methylaminem.
(CHO)2 + CH2O + CH3NH2 + NH3 → H2C2N(NCH3)CH + 3 H2O
V laboratoři jej lze připravit methylací imidazolu následovanou deprotonací; lze také nejprve provést deprotonaci imidazolu za vzniku sodné soli a až poté methylaci.
H2C2N(NH)CH + CH3I → [H2C2(NH)(NCH3)CH]I
[H2C2(NH)(NCH3)CH]I + NaOH → H2C2N(NCH3)CH + H2O + NaI

## Použití
V laboratořích se 1-methylimidazol a jeho deriváty používají jako napodobeniny biomolekul obsahujících imidazolové skupiny.
1-Methylimidazol je též prekurzorem při syntéze methylimidazolových monomerů používaných na výrobu pyrrol-imidazolových polyamidů. Tyto polymery se mohou selektivně vázat na určité sekvence DNA způsobem závislým na konkrétní sekvenci.

### Prekurzor iontových kapalin
1-Methylimidazol může být alkylován na dialkylimidazoliové soli. V závislosti na použitém alkylačním činidlu a protianiontu se mohou tvořit různé iontové kapaliny, například 1-butyl-3-methylimidazoliumhexafluorofosfát ("BMIMPF6"):
1-methylimidazole lze použít k odstranění kyselin při výrobě diethoxyfenylfosfinu. V tomto procesu reaguje 1-methylimidazol s HCl za vzniku 1-methylimidazoliumhydrochloridu, který se za podmínek reakce samovolně odděluje jako samostatná kapalná fáze.
2 MeC3N2H3 + C6H5PCl2 + 2 C2H5OH → 2 [MeC3N2H4]Cl + C6H5P(OC2H5)2

### Donorové vlastnosti
1-methylimidazolový (NMIz) ligand vytváří oktaedrické ionty M(NMIz)62+ (M = Fe, Co, Ni a čtvercový ion Cu(NMIz)42+).
1-methylimidazol reaguje za vzniku aduktů s Lewisovými kyselinami, jako jsou molybdenperfluorobutyrát a [Rh(CO)2Cl]2. Vlastnosti 1-methylimidazolu jako donoru byly analyzovány pomocí ECW modelu, přičemž EB= 1,16 a CB= 4,92.